# Pierre de Marbeuf
Pour les articles homonymes, voir Marbeuf (homonymie).
Pierre de Marbeuf (vers 1596 - vers 1645) est un poète baroque français du XVIIe siècle,.

## Biographie
Fils de Catherine Hellouin et du sieur François de Marbeuf, parfois écrit Marboeuf, écuyer, sieur d'Ymares et de Sahurs en partie, il naît à Sahurs, dans la généralité de Rouen, province de Normandie.
Pierre de Marbeuf fait ses études au collège jésuite de La Flèche dans le Maine où il a pour camarade René Descartes. Il entreprend probablement des études de droit à Orléans, ponctuées d'un goût prononcé pour la séduction. C'est donc dans un tout autre domaine qu'il obtient un premier succès : en participant en 1618 au concours des Palinods de Rouen, comme son aîné rouennais, Jean Auvray. Cette consécration lui permet de publier un Psaltérion chrétien, dédié à la Mère de Dieu, l'Immaculée Vierge Marie à Rouen et Poésies mêlées parmi lesquelles se trouve une imitation du chapitre 1er des Lamentations de Jérémie.
En 1619, année de son arrivée à Paris, il publie le Poème sur l'heureux mariage du sérénissime prince Victor-Amédée de Savoie avec Madame Christine, sœur du Roi.
À Paris, où il séjourne jusqu'en 1623, il fréquente le cercle des jeunes poètes groupés autour de Pierre de Marolles. Ce groupe, qu'on appelle l'académie Piat Maucors, du nom de celui qui les accueille, prône une poésie moderne (selon les préceptes de Malherbe), pure grammaticalement et marquée par une solide piété.
Il revient à Orléans, ville dans laquelle il fait la connaissance d’une jeune Parisienne qu'il appelle Hélène et « qui eut le pouvoir de lui faire négliger ses dernières études ». À Hélène succédèrent, dans un ordre connu de lui seul Jeanne puis Madeleine, Gabrielle, Philis et Amaranthe. Quoi qu'il en soit, Marbeuf retourna dans sa contrée d'origine.
De retour en Normandie en 1623, il acquiert la charge de maître des eaux et forêts qu'il exerce dans la vicomté du Pont-de-l'Arche, tout en continuant à écrire. Ainsi fait-il allusion à cette vie forestière en se donnant dans ses vers le nom de Sylvandre. À la nature et l'amour galant, sujets traditionnels du baroque, il donne un tour original et personnel. Son purisme et sa piété ne l'empêchent pas de s'illustrer dans les registres comique et pathétique, ainsi que dans la satire.
Le 10 février 1627, Pierre de Marbeuf épouse Madeleine de Grouchet, fille de Charles de Grouchet, sieur du Mesnil et de Soquence, conseiller au Parlement de Rouen. Cette union ne sera pas heureuse - il surnomme sa femme Alecto et Mégère - mais des enfants en sont issus, parmi lesquels François de Marbeuf, qui deviendra avocat.
Son œuvre rare et exigeante est regroupée dans un Recueil des vers publié à Rouen en 1628.
En 1633, paraît le Portrait de l'homme d'État dédié à Mgr le cardinal duc de Richelieu.
On ne connaît pas la date exacte de sa mort, mais il est certain qu'il vivait encore au commencement du règne de Louis XIV (1643).

## Analyse de l’œuvre
Dans la section "Pour Philis. Le miracle de l'Amour", de son Recueil de vers de 1628, il compose sept sonnets. Le dernier, sonnet baroque le plus connu à ce jour de Marbeuf, associe avec virtuosité le thème de l'eau à celui de l'amour, notamment en utilisant les champs lexicaux respectifs de ces thèmes. 

« Et la mer et l'amour ont l'amer pour partage,

Et la mer est amère, et l'amour est amer,

L'on s'abîme en l'amour aussi bien qu'en la mer,

Car la mer et l'amour ne sont point sans orage.

Celui qui craint les eaux qu'il demeure au rivage,

Celui qui craint les maux qu'on souffre pour aimer,

Qu'il ne se laisse pas à l'amour enflammer,

Et tous deux ils seront sans hasard de naufrage.

La mère de l'amour eut la mer pour berceau,

Le feu sort de l'amour, sa mère sort de l'eau,

Mais l'eau contre ce feu ne peut fournir des armes.

Si l'eau pouvait éteindre un brasier amoureux,

Ton amour qui me brûle est si fort douloureux,

Que j'eusse éteint son feu de la mer de mes larmes. »

## Article sur l'œuvre
Henri Lafay, Pierre de Marbeuf et la nouvelle poésie de 1620, dans Les Ecrivains normands de l'âge classique et le goût de leur temps. Actes du colloque d'Angers du 13 décembre 1980, publiés par les Cahiers des Annales de Normandie (n°14), Caen, 1982.